# Danuta Gleed Literary Award
Der Danuta Gleed Literary Award ist ein kanadischer Literaturpreis, der seit 1998 vergeben wird, jeweils im Frühjahr für das vorhergehende Literaturjahr, dessen Bezeichnung er trägt. Mit ihm wird jeweils die erste Kurzgeschichtensammlung geehrt, die ein kanadischer Schriftsteller auf Englisch veröffentlicht hat.
Die Ehrung wird jährlich durch die Writers’ Union of Canada, die kanadische Schriftstellervereinigung, vergeben und wurde durch John Gleed begründet, der mit dieser Stiftung das Andenken seiner zweiten Frau, der kanadischen Schriftstellerin Danuta Gleed sowie ihrer favorisierten Literaturgattung aufrechterhalten wollte. Dabei fließen die Erlöse von Danuta Gleeds eigener Kurzgeschichtensammlung One for the Chosen, die posthum 1997 bei BuschekBooks herausgegeben von Frances Itani und Susan Zettell erschien, weiterhin in den Auszeichnungsfond.
2004 erhöhte man das Preisgeld von 5.000 auf 10.000 Kanadische Dollar für den Gewinner. Die beiden nächstplatzierten Autoren beziehungsweise Kurzgeschichtensammlungen erhalten jeweils 500 Dollar. Die Kandidatenvorschläge müssen jeweils bis Ende Januar eines Prämierungsjahres eingereicht werden. Im Mai eines Jahres steht die jeweilige Shortlist eines Jahrgangs fest und wird der Presse präsentiert, während der Preis Anfang Juni vergeben wird. Zur wechselnden Jury gehören renommierte kanadische Schriftsteller, Literaturkritiker und Verlagsleute wie zum Beispiel für 2012 Gail Anderson-Dargatz, Robin McGrath und Hal Niedzviecki oder Douglas Glover, J. Jill Robinson und Claire Holden Rothman für 2011.
Im Unterschied zum sich ebenfalls auf Kurzgeschichten beziehenden kanadischen Journey Prize wird hier eine Kurzgeschichtensammlung eines Schriftstellers und nicht nur ein Debüt einer Short Story prämiert. Außerdem ist der Danuta Gleed Literary Award im Gegensatz zum seit 1989 bestehenden Journey Prize verlagsunabhängig.
Der Preisträger für das Jahr 2011, Ian Williams, meinte, dass Kanadier das Schreiben einer Kurzgeschichte am besten beherrschen würden: „I think Canadians do the short story better than anyone else on the planet.“

## Preisträger
| Jahr | Autor             | Titel der Kurzgeschichtensammlung   |
| ---- | ----------------- | ----------------------------------- |
| 1997 | Curtis Gillespie  | The Progress of an Object in Motion |
| 1998 | Dennis Bock       | Olympia                             |
| 1999 | Mike Barnes       | Aquarium                            |
| 2000 | Barbara Lambert   | A Message for Mr. Lazarus           |
| 2001 | Gloria Sawai      | A Song for Nettie Johnson           |
| 2002 | Lee Henderson     | The Broken Record Technique         |
| 2003 | Jacqueline Baker  | A Hard Witching & Other Stories     |
| 2004 | David Bezmozgis   | Natasha and Other Stories           |
| 2005 | Charlotte Gill    | Ladykiller                          |
| 2006 | Nathan Sellyn     | Indigenous Beasts                   |
| 2007 | Andrew Hood       | Pardon Our Monsters                 |
| 2008 | Pasha Malla       | The Withdrawal Method               |
| 2009 | Sarah Roberts     | Wax Boats                           |
| 2010 | Billie Livingston | Greedy Little Eyes                  |
| 2011 | Ian Williams      | Not Anyone’s Anything               |
| 2012 | Rebecca Lee       | Bobcat and other stories            |
| 2013 | Paul Carlucci     | The Secret Life of Fission          |
| 2014 | Rivka Galchen     | American Innovations                |
| 2015 | Heather O’Neill   | Daydreams of Angels                 |
| 2016 | Kris Bertin       | Bad Things Happen                   |
| 2017 | Norma Dunning     | Annie Muktuk and Other Stories      |
| 2018 | Carrianne Leung   | That Time I Loved You               |
| 2019 | Zalika Reid-Benta | Frying Plantain                     |